# Crainvilliers
Crainvilliers là một xã, nằm ở tỉnh Vosges trong vùng Grand Est của Pháp. Xã này có diện tích 10,45 kilômét vuông, dân số năm 1999 là người. Xã này nằm ở khu vực có độ cao trung bình 355 m trên mực nước biển.
Dân địa phương tiếng Pháp gọi là Crainvillois.

## Hành chính
| Danh sách các xã trưởng                |           |               |      |         |
| Giai đoạn                              | Giai đoạn | Tên           | Đảng | Tư cách |
| tháng 3 2001                           | 2014      | Noël Simard   |      |         |
|                                        |           | Alain Jacquin |      |         |
| Tất cả các dữ liệu trước đây không rõ. |           |               |      |         |

## Biến động dân số
| 1962                                         | 1968 | 1975 | 1982 | 1990 | 1999 |
| -------------------------------------------- | ---- | ---- | ---- | ---- | ---- |
| 91                                           | 137  | 181  | 242  | 241  | 211  |
| Số liệu từ năm 1962: Dân số không tính trùng |      |      |      |      |      |